# کیران مدن
کیران مَدن (انگلیسی: Ciaran Madden؛ زادهٔ ۲۷ دسامبر ۱۹۴۷) بازیگر و نقاش اهل بریتانیا است.
از فیلم‌ها یا مجموعه‌های تلویزیونی که وی در آن‌ها نقش داشته است، می‌توان به خانواده دراماند، تلفات، آکسبریج بلوز و پوآرو اشاره نمود.